# (245) Vera
(245) Vera es un asteroide perteneciente al cinturón de asteroides descubierto por Norman Robert Pogson el 6 de febrero de 1885 desde el observatorio de Madrás, la India. Se desconoce la razón del nombre.

## Características orbitales
Vera está situado a una distancia media de 3,099 ua del Sol, pudiendo alejarse hasta 3,699 ua y acercarse hasta 2,499 ua. Tiene una excentricidad de 0,1936 y una inclinación orbital de 5,159°. Emplea en completar una órbita alrededor del Sol 1993 días.